# Teolândia
Teolândia es un municipio brasileño del estado de Bahía. Su población estimada en 2015 era de 15.178 habitantes.

## Historia
En 1940, se inició la construcción de la Carretera BA-02 que vincula a Gandu con Santo Antônio de Jesús. De esta forma, comenzaron a llegar los nuevos habitantes a la región.